# Chawki Daccache
Chawki Daccache (arabe : شوقي الدكاش), né le 5 décembre 1959 à Okaibe, est un homme politique libanais du parti Forces libanaises.

## Biographie
Il est élu député à la Chambre des députés (Liban) lors des Élections législatives libanaises de 2018.